# José Gómez (football, 1949)
Pour les articles homonymes, voir José Gómez et Gómez.
José Gervasio Gómez (né le 23 octobre 1949 à Montevideo en Uruguay) est un joueur de football international uruguayen qui évoluait au poste d'attaquant.

## Biographie

### Carrière en club
Avec le club du Deportivo Alavés, il joue 11 matchs en deuxième division espagnole lors de la saison 1974-1975, sans inscrire de but.

### Carrière en équipe nationale
Avec l'équipe d'Uruguay, il joue cinq matchs, pour aucun but inscrit, en 1974.
Il figure dans le groupe des sélectionnés lors de la Coupe du monde de 1974. Lors du mondial organisé en Allemagne, il ne joue aucun match.

## Palmarès
Defensor Sporting
- Championnat d'Uruguay (1) :
  - Champion : 1976.